# Bank Respublika
Bank Respublika — один из ведущих азербайджанских коммерческих банков.

## Общая информация
«Bank Respublika» начал свою деятельность 15 декабря 1992 года на основе лицензии Центрального Банка Азербайджанской Республики. В число его акционеров входят два крупнейших финансовых института Германии - Инвестиционная Компания DEG и Sparkassen International Development Trust. С 28 апреля 2005 года DEG и SIDT владеют пакетом акций в размере "25% + 1 акция".
«Bank Respublika» оказывает широкий спектр современных банковских услуг: расчётно-кассовые услуги, различные потребительские, бизнес- и ипотечные кредиты, депозиты, пластиковые карты, денежные переводы, документарные операции, дорожные чеки, аренда банковских сейфов, услуги по дистанционному обслуживанию клиентов и др.
Bank Respublika строит отношения с клиентами по принципу максимальной полезности, что находит отражение как в слогане Банка – “Sizə faydalı”, так и в конкретных услугах. Одним из приоритетов деятельности - постоянное улучшение качества обслуживания клиентов, расширение спектра оказываемых услуг и оптимизация их условий.
Среди клиентов Банка множество компаний и организаций из различных секторов экономики, таких как промышленность, телекоммуникации, транспорт, строительство, сельское хозяйство, торговля и сфера обслуживания. Услугами Банка пользуются также десятки тысяч индивидуальных клиентов.
«Bank Respublika» активно сотрудничает с международными и иностранными финансовыми институтами, одним из главных направлений которого является осуществление различных программ кредитования предпринимательства и торгового финансирования.
«Bank Respublika» также участвует в реализации государственных программ кредитования предпринимательства и ипотечного кредитования, тесно сотрудничая с Национальным Фондом Поддержки Предпринимательства и Ипотечным Фондом Азербайджана. «Bank Respublika» — член Азербайджанского фонда страхования вкладов.
«Bank Respublika» имеет долгосрочные рейтинги депозитов в национальной и иностранной валюте от международного рейтингового агентства Moody's Investors Service на уровне B2, краткосрочные рейтинги депозитов в национальной и иностранной валюте на уровне NP. Прогноз рейтинга B2 - “стабильный”.
«Bank Respublika» является членом Президиума Ассоциации Банков Азербайджана, Национальной Конфедерации Предпринимателей Азербайджана, Американской Торговой Палаты в Азербайджане (AmCham), Германо-Азербайджанского Союза Экономического Содействия (DAWF), международных платежных систем MasterCard International и VISA International. Банк также подключен к системам срочных денежных переводов Western Union, Coinstar, Contact, Migom, PrivatMoney, Быстрая почта, Blizko, Xpress Money, Аллюр и Золотая Корона.
Одним из важных приоритетов для Банка является расширение географии деятельности и сети обслуживания клиентов, включающую на данный момент 33 филиала и отделений, 47 банкоматов в городах Баку, Сумгаит, Гянджа, Шамкир, Мингячевир, Евлах, Геранбой, Барда, Гёйчай, Шеки, Загатала, Губа, Хачмаз, Имишли, Ширван, Джалилабад, Масаллы, Ленкорань и Астара.

## Премии и достижения
- 15 мая 2010 год — «Самый активный банк по торговому финансированию в Азербайджане» от ЕБРР[2].

- 28 апреля 2010 год — Премия «Золотой Партнёр» от системы денежных переводов «Золотой Партнёр» по итогам 2009 года за лучшие результаты в номинации «Рекордная динамика развития по итогам года в странах СНГ»[3].